# Бойко, Сергей Николаевич
Сергей Николаевич Бойко (укр. Сергій Миколайович Бойко; род. 30 июня 1977, Белгород-Днестровский, Одесская область) — украинский футболист и футбольный судья.

## Биография
Играл на позиции вратаря. Выступал во Второй лиге Украины за белгород-днестровский «Днестровец» и ильичёвский «Портовик», а также за ряд любительских клубов из Одессы и Одесской области.

### Карьера судьи
Бойко начал судить матчи чемпионата Украины с 2008 года. Три года спустя, 1 января 2011 года он стал судьёй ФИФА. Его дебют на международной арене состоялся в феврале 2011 года и пришёлся на товарищеский матч между Турцией и Южной Кореей.
После работы на нескольких матчах предварительных раундов Лиги Европы и отборочных матчах турниров молодёжных сборных в сентябре 2012 года он дебютировал в групповом этапе Лиги Европы, отсудив матч между командами «Олимпик Лион» и «Спарта» (Прага).
11 сентября 2012 года Бойко работал на матче Швеции против Казахстана в рамках отбора на чемпионат мира по футболу 2014.
В июне 2013 года он был одним из судей, избранных УЕФА для работы на молодёжном чемпионате Европы в Израиле. В этом турнире он отсудил два матча группового этапа и полуфинал (Испания против Норвегии).
В феврале 2014 года он дебютировал в плей-офф Лиги Европы.
После вторжения России в Украину переехал в США и начал работать судьёй Профессиональной судейской организации США, последний матч украинской Премьер-лиги он отсудил в декабре 2021 года. В ноябре 2022 года Бойко отработал на последнем международном матче в рамках группового этапа Лиги Европы. С 2023 года он обслуживал игры Чемпионшипа ЮСЛ в качестве главного судьи и 4-го официального лица. 15 апреля 2023 года он отсудил матч регулярного сезона MLS между «Реал Солт-Лейк» и «Далласом». За две недели до старта сезона 2023/24 в УПЛ Украинская ассоциация футбола исключила Бойко из списка арбитров по причине превышения возрастного ценза.